# Torre de servidores

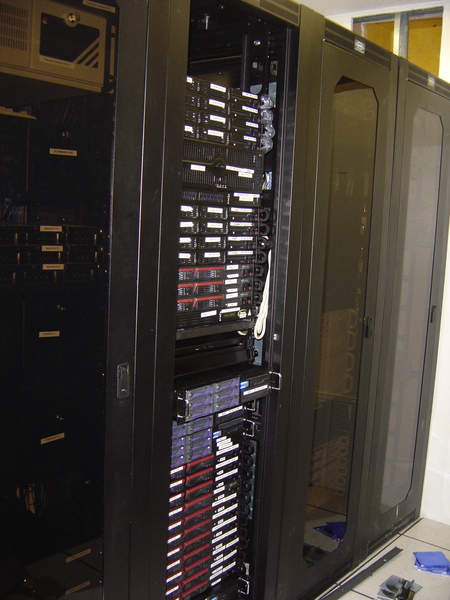
Servidores Wikimedia. Distribuição típica dos servidores em torres.

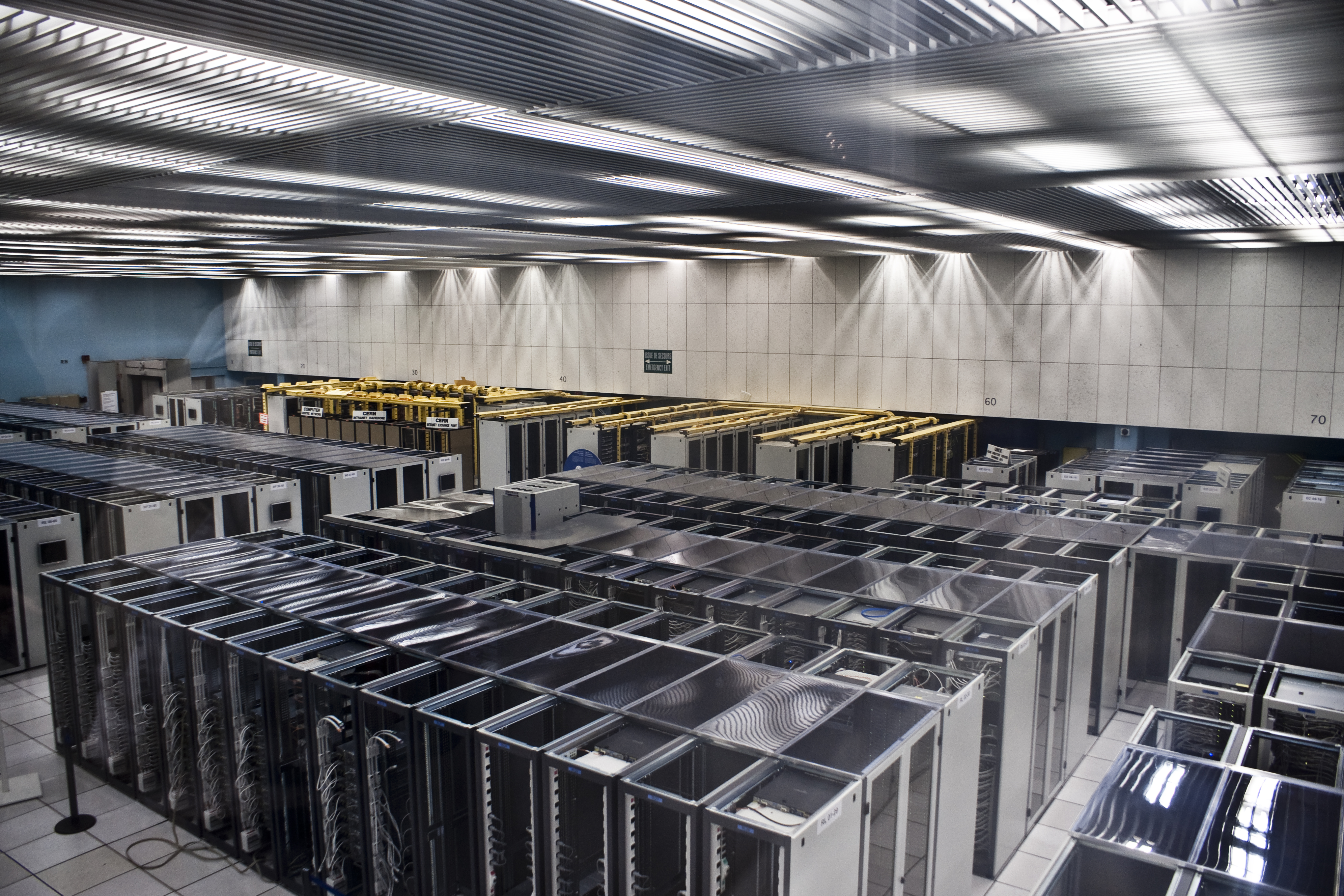
Uma grande quinta de servidores do CERN na França

Uma torre de servidores, quinta de servidores ou fazenda de servidores (em inglês: server farm ou web farm) é um grupo de computadores servidores, normalmente mantidos por uma empresa ou universidade para executar tarefas que vão além da capacidade de uma só máquina corrente, como alternativa, geralmente mais económica, a um supercomputador. As quintas de servidores são compostas por servidores colocados em um único ambiente de modo a se poder centralizar a gestão, a manutenção e a segurança.
Também se torna possível a distribuição de tarefas, de forma que tal sistema ganha certa tolerância a falhas, já que se um dos servidores se avaria, o sistema continua a trabalhar, notando-se unicamente uma perda de rendimento.
O termo mais usado em inglês é server farm.
Os farms de servidores geralmente consistem em milhares de computadores que exigem uma grande quantidade de energia para serem executados e se manterem refrigerados. No nível de desempenho ideal, um farm de servidores tem custos enormes (tanto financeiros quanto ambientais) associados a ele.